# Ana Jansen
Ana Jansen, född 1798, död 1869, var en brasiliansk affärskvinna och politisk aktivist, som blev en kontroversiell karaktär i Maranhãos historia. På grund av hennes grymhet mot sina slavar skapades en legend om att hennes spöke färdades på gatorna i São Luís körande en vagn.
Hon väckte skandal genom att bli mätress till den rike översten Isidoro Rodrigues Pereira, som gifte sig med henne. Som änka ärvde hon ett stort gods med slavarbetskraft.  
Hon övertog politiskt ledarskap i staden och genom att finansiera det sönderfallande liberala partiet Bem-te-Vi och blev dess de facto-ledare. Med politisk skicklighet gjorde hon affärer bakom kulisserna och finansierade till och med hertigen av Caxias arméer under Balaiada, en revolt som ägde rum i Maranhão.